# Tinkle Pit
Tinkle Pit (ティンクルピット Tinkuru Pitto?) es un videojuego arcade del género Laberinto publicado por Namco en diciembre de 1993 solo en Japón, que se ejecuta en el sistema Namco NA-1, y cuenta con muchos de los personajes de los juegos anteriores de la compañía (incluyendo a la nave flotadora de Galaxian, Pac-Man, la bandera especial de Rally-X, el Solvalou de Xevious, Mappy, y varios otros, además, muchas de las cuales solo aparecieron inicialmente en el juego que se crearon para el).
- Datos: Q7808355